# László Kiss-Rigó
László Kiss-Rigó (ur. 6 kwietnia 1955 w Budapeszcie) – węgierski duchowny katolicki, biskup Szeged-Csanád od 2006.

## Życiorys
Święcenia kapłańskie otrzymał 14 czerwca 1981 z rąk kardynała László Lékaia i został inkardynowany do archidiecezji ostrzyhomskiej. Po ukończeniu studiów doktoranckich na Akademii Teologicznej w Budapeszcie został wikariuszem parafialnym, zaś w latach 1983-1985 studiował prawo kanoniczne na Papieskim Uniwersytecie Laterańskim. Po powrocie do kraju otrzymał nominację na wikariusza, a następnie proboszcza ostrzyhomskiej parafii św. Anny. Od 1986 był wykładowcą ostrzyhomskiego seminarium duchownego, zaś od 1998 wykładał także na Katolickim Uniwersytecie Pétera Pázmánya.

### Episkopat
24 stycznia 2004 papież Jan Paweł II mianował go biskupem pomocniczym archidiecezji ostrzyhomsko-budapeszteńskiej, ze stolicą tytularną Pudentiana. Sakry biskupiej udzielił mu 21 lutego 2004 kardynał Péter Erdő.
26 sierpnia 2006 został biskupem ordynariuszem diecezji Szeged-Csanád.
W 2019 został odznaczony przez prezydenta RP, Andrzeja Dudę Krzyżem Oficerskim Orderu Zasługi Rzeczypospolitej Polskiej.